# Gisant

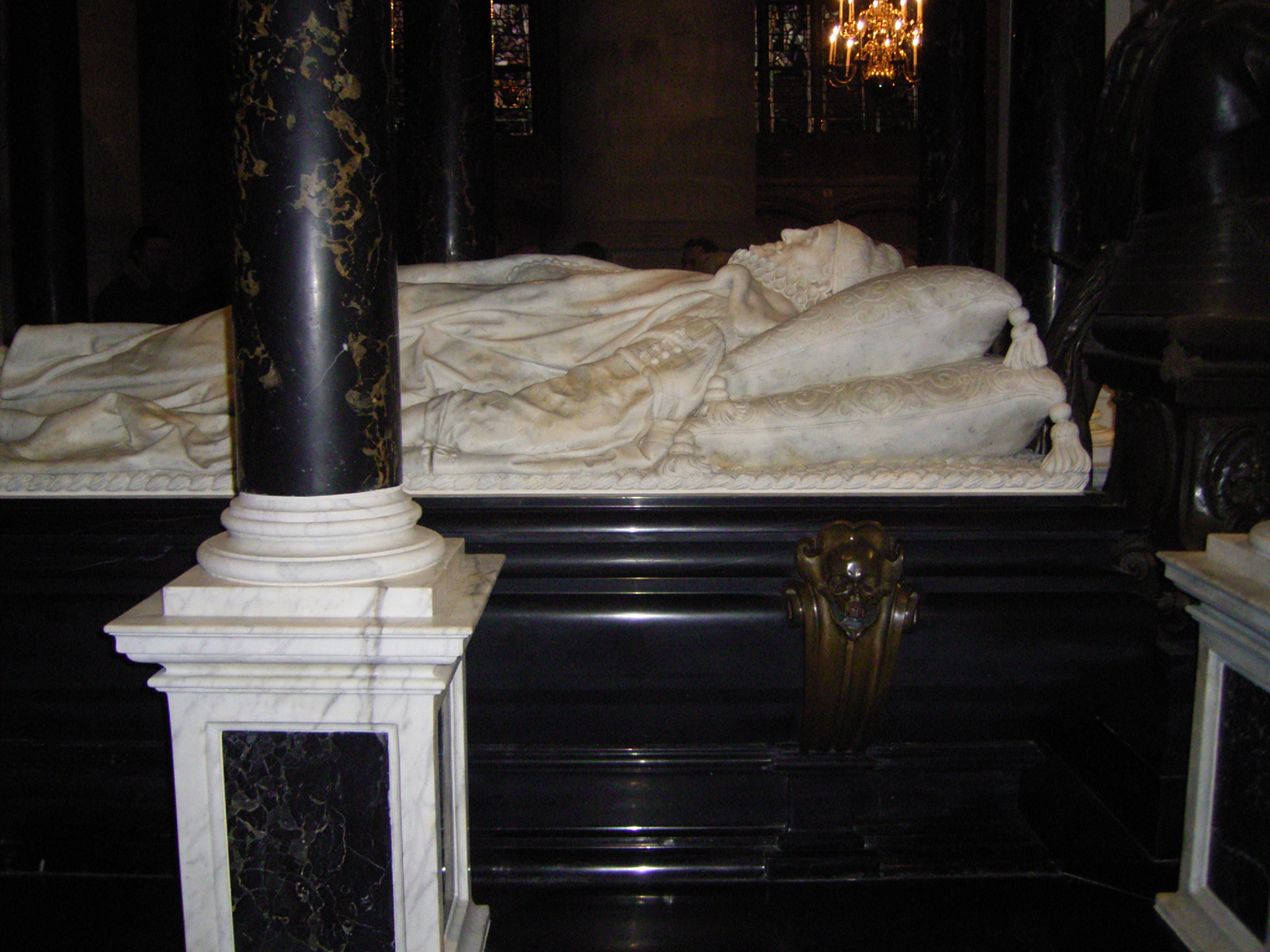
Graf van Willem van Oranje in de Nieuwe kerk te Delft

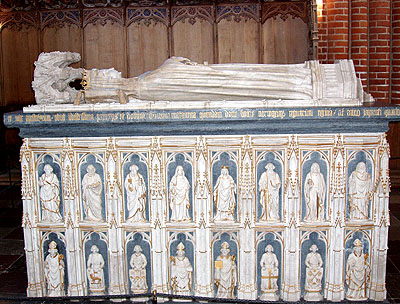
Gisant van Margaretha I van Denemarken in Roskilde

Een gisant of ligbeeld is een beeldhouwwerk, onderdeel van een grafmonument, waarbij de overledene liggend is afgebeeld. Het vervaardigen van gisanten kwam vanaf de gotiek meer en meer in gebruik. Het is een Frans leenwoord afgeleid van het werkwoord gésir (hulpeloos of (half)dood liggen, verwant aan gîte, schuil- of rustplaats).
In Nederland zijn meerdere gisanten behouden gebleven, anderen werden tijdens de Bataafse Republiek vernield. Een voorbeeld daarvan is de gisant van Anna van Oranje bij de Grafkelder van de Friesche Nassau's in Leeuwarden.
Bekendste gisant in Nederland is ongetwijfeld het beeld van Willem van Oranje, onderdeel van het grafmonument in de Nieuwe Kerk in Delft. Opvallend is dat Willem van Oranje op dit monument tweemaal is afgebeeld. Aan de voorzijde zittend in brons en daarachter liggend in marmer. Het grafmonument is vervaardigd door Hendrick de Keyser. Maar ook vele praalgraven van zeehelden als Michiel de Ruyter, Piet Hein, Witte de With, Egbert Kortenaer, en Maarten Tromp etc bevatten een gisant.
Een van de bekendste gisanten in Vlaanderen is dit van Maria van Bourgondië in de Onze-Lieve-Vrouwekerk (Brugge). Het praalgraf van Maria werd ontworpen door Jan Borman. Ze wordt naar middeleeuwse gewoonte voorgesteld in liggende houding en gevouwen handen. Met geopende ogen is ze in aanschouwing van het eeuwige leven. Aan haar voeten fungeert een hond als symbool van de vrouwelijke trouw. Het gelaat van Maria van Bourgondië is ragfijn weergegeven, geboetseerd naar het dodenmasker. Haar kroon met edelstenen versierd, haar handen en haar weelderig golvende mantel zijn een miniatuurkunstwerk. Het grafmonument is nog volledig gotisch van concept en van geest. Het praalgraf van haar vader Karel de Stoute, ook met gisant, werd later naast het hare geplaatst.
Andere bekende voorbeelden zijn het marmeren grafmonument van de hertog van Bretagne (1435-1488) en zijn vrouw Marguerite in de kathedraal van Nantes of de gisanten van Margaretha van Rohan en Olivier V de Clisson in de Basiliek van Onze-Lieve-Vrouw van Roncier van Josselin of de hertogen Jan II van Bretagne en Jan III van Bretagne in de Sint-Armelkerk van Ploërmel.
Wanneer de dode geknield wordt afgebeeld, spreekt men van een priant of knieler. Een gestalte in een aanbiddende houding is een adorant of aanbidder, (ook: orant, orans). Een rouwende gestalte is een pleurant of bewener. Wanneer deze gestalten een vrouw afbeelden spreekt men van gisante, priante, adorante, orante, respectevelijk pleurante.